# Nernstia mexicana
Nernstia mexicana là một loài thực vật có hoa trong họ Thiến thảo. Loài này được (Zucc. & Mart. ex DC.) Urb. mô tả khoa học đầu tiên năm 1923.